# Lanesboro (Minnesota)
Lanesboro és una població dels Estats Units a l'estat de Minnesota. Segons el cens del 2000 tenia 788 habitants.

## Demografia
Segons el cens del 2000, Lanesboro tenia 788 habitants, 384 habitatges, i 221 famílies. La densitat de població era de 230,5 habitants per km².
Dels 384 habitatges en un 19,8% hi vivien nens de menys de 18 anys, en un 51% hi vivien parelles casades, en un 4,4% dones solteres, i en un 42,4% no eren unitats familiars. En el 37,5% dels habitatges hi vivien persones soles el 21,9% de les quals corresponia a persones de 65 anys o més que vivien soles. El nombre mitjà de persones vivint en cada habitatge era de 2,05 i el nombre mitjà de persones que vivien en cada família era de 2,7.
Per edats la població es repartia de la següent manera: un 18% tenia menys de 18 anys, un 6,9% entre 18 i 24, un 24,4% entre 25 i 44, un 28,8% de 45 a 60 i un 22% 65 anys o més.
L'edat mediana era de 46 anys. Per cada 100 dones de 18 o més anys hi havia 85,1 homes.
La renda mediana per habitatge era de 32.206 $ i la renda mediana per família de 43.571 $. Els homes tenien una renda mediana de 26.477 $ mentre que les dones 22.115 $. La renda per capita de la població era de 18.311 $. Entorn del 7,7% de les famílies i el 10,2% de la població estaven per davall del llindar de pobresa.

## Poblacions més properes
El següent diagrama mostra les poblacions més properes.